# Старомізунська сільська рада
| Старомізунська сільська рада — орган місцевого самоврядування у Долинському районі Івано-Франківської області з адміністративним центром у с. Старий Мізунь. 17.10.1954 облвиконком рішенням № 744 передав до Старомізунської сільської ради хутір Новий Мізунь з Новошинської сільської ради. Водоймища на території, підпорядкованій даній раді: річка Мізунь. Сільській раді підпорядковані населені пункти: - с. Старий Мізунь - с. Новий Мізунь |

## Склад ради
Рада складається з 20 депутатів та голови.

### Керівний склад ради
| ПІБ                      | Основні відомості                                                                            | Дата обрання | Дата звільнення |
| ------------------------ | -------------------------------------------------------------------------------------------- | ------------ | --------------- |
| Марусяк Василь Львович   | Сільський голова, 1949 року народження, освіта, безпартійний                                 | 26.03.2006   | 31.10.2010      |
| Сащин Руслан Ярославович | Сільський голова, 1970 року народження, освіта вища, член Конгресу Українських Націоналістів | 31.10.2010   |                 |

Примітка: таблиця складена за даними джерела